# Джефферсон (Оклахома)
Джефферсон (англ. Jefferson) — місто (англ. town) в США, в окрузі Грант штату Оклахома. Населення — 9 осіб (2020).

## Географія
Джефферсон розташований за координатами 36°43′13″ пн. ш. 97°47′27″ зх. д. / 36.72028° пн. ш. 97.79083° зх. д. (36.720352, -97.790894).  За даними Бюро перепису населення США в 2010 році місто мало площу 0,71 км², уся площа — суходіл.

### Клімат
| Клімат : Джефферсон   | Клімат : Джефферсон | Клімат : Джефферсон | Клімат : Джефферсон | Клімат : Джефферсон | Клімат : Джефферсон | Клімат : Джефферсон | Клімат : Джефферсон | Клімат : Джефферсон | Клімат : Джефферсон | Клімат : Джефферсон | Клімат : Джефферсон | Клімат : Джефферсон | Клімат : Джефферсон |
| Показник              | Січ.                | Лют.                | Бер.                | Квіт.               | Трав.               | Черв.               | Лип.                | Серп.               | Вер.                | Жовт.               | Лист.               | Груд.               | Рік                 |
| Середній максимум, °C | 7,8                 | 10,0                | 15,6                | 21,7                | 25,6                | 31,7                | 35,0                | 35,0                | 30,0                | 23,9                | 15,0                | 8,9                 | 21,7                |
| Середній мінімум, °C  | −5                  | −3,3                | 0,6                 | 6,7                 | 11,7                | 17,8                | 20,0                | 20,0                | 15,0                | 7,8                 | 0,6                 | −3,3                | 7,4                 |
| Норма опадів, мм      | 23                  | 28                  | 48                  | 74                  | 109                 | 104                 | 81                  | 81                  | 81                  | 66                  | 48                  | 30                  | 777                 |
| --------------------- | ------------------- | ------------------- | ------------------- | ------------------- | ------------------- | ------------------- | ------------------- | ------------------- | ------------------- | ------------------- | ------------------- | ------------------- | ------------------- |
| Джерело: weather.com  |                     |                     |                     |                     |                     |                     |                     |                     |                     |                     |                     |                     |                     |

## Демографія
Згідно з переписом 2010 року, у місті мешкало 12 осіб у 7 домогосподарствах у складі 3 родин. Густота населення становила 17 осіб/км².  Було 10 помешкань (14/км²).
Расовий склад населення:
| - 100,0 % — білих |

До двох чи більше рас належало 0,0 %. Частка іспаномовних становила 0,0 % від усіх жителів.
За віковим діапазоном населення розподілялося таким чином: 0,0 % — особи молодші 18 років, 100,0 % — особи у віці 18—64 років, 0,0 % — особи у віці 65 років та старші. Медіана віку мешканця становила 43,0 року. На 100 осіб жіночої статі у місті припадало 100,0 чоловіків;  на 100 жінок у віці від 18 років та старших — 100,0 чоловіків також старших 18 років.
Цивільне працевлаштоване населення становило 6 осіб. Основні галузі зайнятості: оптова торгівля — 50,0 %, публічна адміністрація — 33,3 %, транспорт — 16,7 %.